# كلاوس بيرغر
كلاوس بيرغر (بالألمانية: Klaus Berger)‏ هو مؤرخ الفن ألماني، ولد في 24 مارس 1901 في برلين في ألمانيا، وتوفي في 13 فبراير 2000 في باريس في فرنسا.